# محوطه تام الله‌مدد
محوطه تام الله‌مدد مربوط به دوره ساسانی تا قرن پنجم دوره اسلامی در شهرستان سرخس است. این اثر در تاریخ ۱۶ شهریور ۱۳۹۵ با شمارهٔ ثبت ۳۱۵۴۹ به‌عنوان یکی از آثار ملی ایران به ثبت رسیده است.